# Vuelta a Burgos 2012
La Vuelta a Burgos 2012, trentaquattresima edizione della corsa, si svolse dal 1º al 5 agosto 2012 su un percorso di 775 km ripartiti in 5 tappe, con partenza da Miranda de Ebro e arrivo a Lagunas de Neila. Fu vinta dallo spagnolo Daniel Moreno della Katusha Team davanti al colombiano Sergio Henao e al colombiano Esteban Chaves.

## Tappe
| Tappa  | Data      | Percorso                              | km  | Vincitore di tappa | Leader cl. generale |
| ------ | --------- | ------------------------------------- | --- | ------------------ | ------------------- |
| 1ª     | 1º agosto | Miranda de Ebro > Guareña             | 135 | Daniel Moreno      | Daniel Moreno       |
| 2ª     | 2 agosto  | Burgos > Burgos                       | 141 | Daniel Moreno      | Daniel Moreno       |
| 3ª     | 3 agosto  | Santo Domingo de Silo > Lerma         | 159 | Matti Breschel     | Daniel Moreno       |
| 4ª     | 4 agosto  | Doña Santos > Ciudad Romana de Clunia | 170 | Paul Martens       | Daniel Moreno       |
| 5ª     | 5 agosto  | Comarca de Pinares > Lagunas de Neila | 170 | Esteban Chaves     | Daniel Moreno       |
| Totale | Totale    | Totale                                | 775 |                    |                     |

## Dettagli delle tappe

### 1ª tappa
- 1º agosto: Miranda de Ebro > Guareña – 135 km

| Pos. | Corridore      | Squadra      | Tempo    |
| ---- | -------------- | ------------ | -------- |
| 1    | Daniel Moreno  | Katusha Team | 3h01'25" |
| 2    | Sergio Henao   | Sky          | s.t.     |
| 3    | Matti Breschel | Rabobank     | s.t.     |

| Pos. | Corridore      | Squadra      | Tempo    |
| ---- | -------------- | ------------ | -------- |
| 1    | Daniel Moreno  | Katusha Team | 3h01'25" |
| 2    | Sergio Henao   | Sky          | s.t.     |
| 3    | Matti Breschel | Rabobank     | s.t.     |

### 2ª tappa
- 2 agosto: Burgos > Burgos – 141 km

| Pos. | Corridore     | Squadra      | Tempo    |
| ---- | ------------- | ------------ | -------- |
| 1    | Daniel Moreno | Katusha Team | 3h11'14" |
| 2    | Sergio Henao  | Sky          | a 2"     |
| 3    | Simon Clarke  | Orica        | a 7"     |

| Pos. | Corridore      | Squadra      | Tempo    |
| ---- | -------------- | ------------ | -------- |
| 1    | Daniel Moreno  | Katusha Team | 6h12'39" |
| 2    | Sergio Henao   | Sky          | a 2"     |
| 3    | Matti Breschel | Rabobank     | a 9"     |

### 3ª tappa
- 3 agosto: Santo Domingo de Silo > Lerma – 159 km

| Pos. | Corridore      | Squadra  | Tempo    |
| ---- | -------------- | -------- | -------- |
| 1    | Matti Breschel | Rabobank | 3h52'35" |
| 2    | Nacer Bouhanni | FDJ      | s.t.     |
| 3    | Ben Swift      | Sky      | s.t.     |

| Pos. | Corridore      | Squadra      | Tempo     |
| ---- | -------------- | ------------ | --------- |
| 1    | Daniel Moreno  | Katusha Team | 10h05'14" |
| 2    | Sergio Henao   | Sky          | a 2"      |
| 3    | Matti Breschel | Rabobank     | a 9"      |

### 4ª tappa
- 4 agosto: Doña Santos > Ciudad Romana de Clunia – 170 km

| Pos. | Corridore     | Squadra      | Tempo    |
| ---- | ------------- | ------------ | -------- |
| 1    | Paul Martens  | Rabobank     | 3h50'35" |
| 2    | Daniel Moreno | Katusha Team | a 2"     |
| 3    | Simon Clarke  | Orica        | a 5"     |

| Pos. | Corridore        | Squadra      | Tempo     |
| ---- | ---------------- | ------------ | --------- |
| 1    | Daniel Moreno    | Katusha Team | 13h55'51" |
| 2    | Matti Breschel   | Rabobank     | a 13"     |
| 3    | Stefano Garzelli | Acqua & Sap. | a 14"     |

### 5ª tappa
- 5 agosto: Comarca de Pinares > Lagunas de Neila – 170 km

| Pos. | Corridore      | Squadra   | Tempo    |
| ---- | -------------- | --------- | -------- |
| 1    | Esteban Chaves | Colombia  | 4h17'59" |
| 2    | Sergio Henao   | Sky       | s.t.     |
| 3    | Igor Antón     | Euskaltel | a 11"    |

| Pos. | Corridore      | Squadra      | Tempo     |
| ---- | -------------- | ------------ | --------- |
| 1    | Daniel Moreno  | Katusha Team | 18h14'12" |
| 2    | Sergio Henao   | Sky          | a 10"     |
| 3    | Esteban Chaves | Colombia     | a 16"     |

## Classifiche finali

### Classifica generale
| Pos. | Corridore         | Squadra              | Tempo     |
| ---- | ----------------- | -------------------- | --------- |
| 1    | Daniel Moreno     | Katusha Team         | 18h14'12" |
| 2    | Sergio Henao      | Sky Procycling       | a 10"     |
| 3    | Esteban Chaves    | Colombia-Coldeportes | a 16"     |
| 4    | Franco Pellizotti | Androni Giocattoli   | a 50"     |
| 5    | Javier Moreno     | Movistar Team        | a 58"     |
| 6    | Robert Gesink     | Rabobank             | a 1'03"   |
| 7    | Giovanni Visconti | Movistar Team        | a 1'09"   |
| 8    | Eros Capecchi     | Liquigas-Cannondale  | a 1'28"   |
| 9    | Igor Antón        | Euskaltel-Euskadi    | a 1'29"   |
| 10   | Tom Dumoulin      | Argos-Shimano        | a 1'43"   |